# Прюитт, Скотт
Эдвард Скотт Прюитт (англ. Edward Scott Pruitt; род. 9 мая 1968, Данвилл, округ Бойл, Кентукки, США) — американский политик, юрист, представляющий Республиканскую партию. Генеральный прокурор штата Оклахома (2011—2017), администратор Агентства по охране окружающей среды США при администрации президента Дональда Трампа (2017—2018).

## Биография
Прюитт родился в 1968 году в городе Данвилл округа Бойл штата Кентукки.
В 1990 году закончил Джорджтаунский колледж со степенью бакалавра в области политологии и коммуникации. Затем он переехал в город Талса штата Оклахома, где в 1993 году он окончил Университет Талсы получив учёную степень Доктора права.
Занимался частной адвокатской практикой, затем с 1998 по 2006 год состоял в Сенате Оклахомы.
С 10 января 2011 года по январь 2017 года был генеральным прокурором штата Оклахома при губернаторе Мэри Феллин.
7 декабря 2016 года избранный президент США Дональд Трамп предложил Скотту занять пост администратора Агентства по охране окружающей среды США.
17 февраля 2017 года Сенат утвердил Прюитта в должности после затянувшихся слушаний, в ходе которых ему задавались вопросы о связях с компаниями, занятыми добычей ископаемого топлива, о неоднократных исках Прюитта в прошлом к Агентству по охране окружающей среды по поводу требований ведомства к промышленным компаниям (в должности генпрокурора Оклахомы Прюитт подал 14 таких исков) и о его многочисленных публичных заявлениях с выражением сомнений в истинности научных доказательств наличия антропогенного фактора в числе причин глобального изменения климата. При голосовании голоса сенаторов разделились строго по партийному принципу — 52 «за», 46 — «против».
5 июля 2018 года подал в отставку на фоне нарастающего количества в обвинений, в том числе — в использовании бюджетных средств на поездки и обновление своего офиса, в повышении зарплаты двоим своим помощникам под предлогом перспективы проведения через Конгресс акта о безопасной питьевой воде и в уплате жене одного из промышленных лоббистов 50 долларов за ночь аренды комнаты в таунхаусе на вашингтонском Капитолийском холме. Президент Трамп сообщил в своём Твиттере, что принял эту отставку, и что с 9 июля обязанности администратора Агентства по охране окружающей среды будет исполнять заместитель Прюитта, Эндрю Уилер.